# Nomexy
Nomexy ([nɔmsi]) est une commune française située dans le département des Vosges en région Grand Est.
Ses habitants sont appelés les Nomexéens.

## Géographie

### Localisation

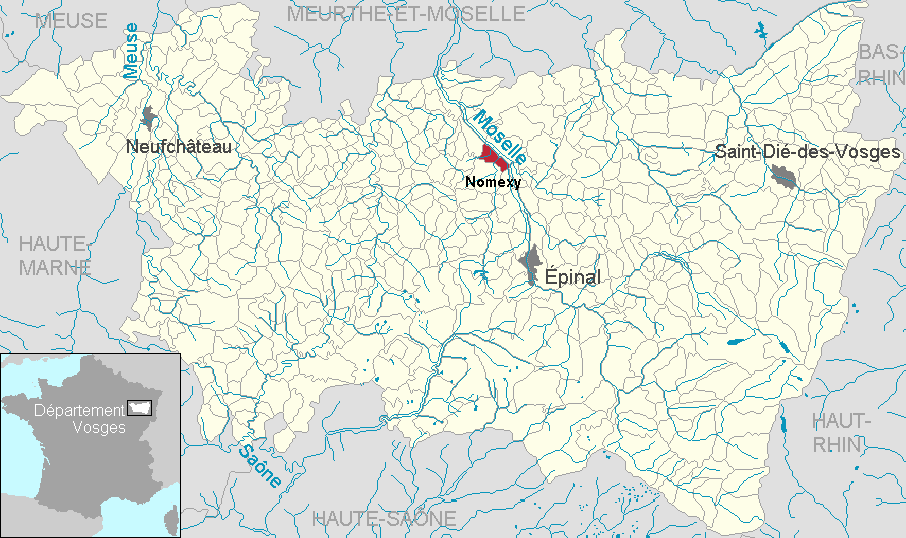
Localisation dans le département.

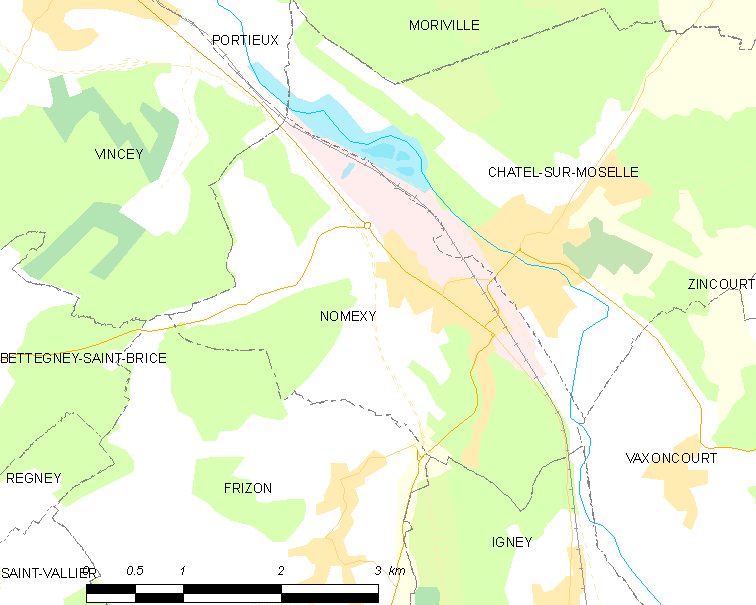
Situation géographique de Nomexy.

La commune est implantée sur la rive gauche de la Moselle, en amont de son confluent avec l'Avière. Cette confluence se marque par des épaisseurs de couches alluvionnaires remarquables et étendues. L'aspect des paysages ripuaires, comportant des îles et des pâtures, des sablières et des gravières étendues, a été fortement modifié par les travaux de régularisation de la Moselle au début du XIXe siècle.
Le chef-lieu de canton Châtel-sur-Moselle lui fait face sur la rive opposée.
La commune est accessible en empruntant la route départementale 157 qui relie Épinal à Charmes et aussi la route nationale 57.

### Communes limitrophes
| Châtel-sur-Moselle Portieux | Châtel-sur-Moselle | Châtel-sur-Moselle |
| Vincey Frizon               | Nomexy             | Châtel-sur-Moselle |
| Frizon                      | Igney              | Vaxoncourt         |

### Hydrographie et les eaux souterraines
Hydrogéologie et climatologie : Système d’information pour la gestion des eaux souterraines du bassin Rhin-Meuse :
Territoire communal : Occupation du sol (Corinne Land Cover); Cours d'eau (BD Carthage),
Géologie : Carte géologique; Coupes géologiques et techniques,
 Hydrogéologie : Masses d'eau souterraine; BD Lisa; Cartes piézométriques.
La commune est située dans le bassin versant du Rhin au sein du bassin Rhin-Meuse. Elle est drainée par la Moselle, l'Aviere et le ruisseau d'Aubiey,.
La Moselle, d’une longueur totale de 560 kilomètres, dont 315 kilomètres en France, prend sa source dans le massif des Vosges au col de Bussang et se jette dans le Rhin à Coblence en Allemagne.
L'Avière, d'une longueur totale de 28 km, prend sa source dans la commune de Renauvoid et se jette  dans la Moselle à Châtel-sur-Moselle, après avoir traversé dix communes.

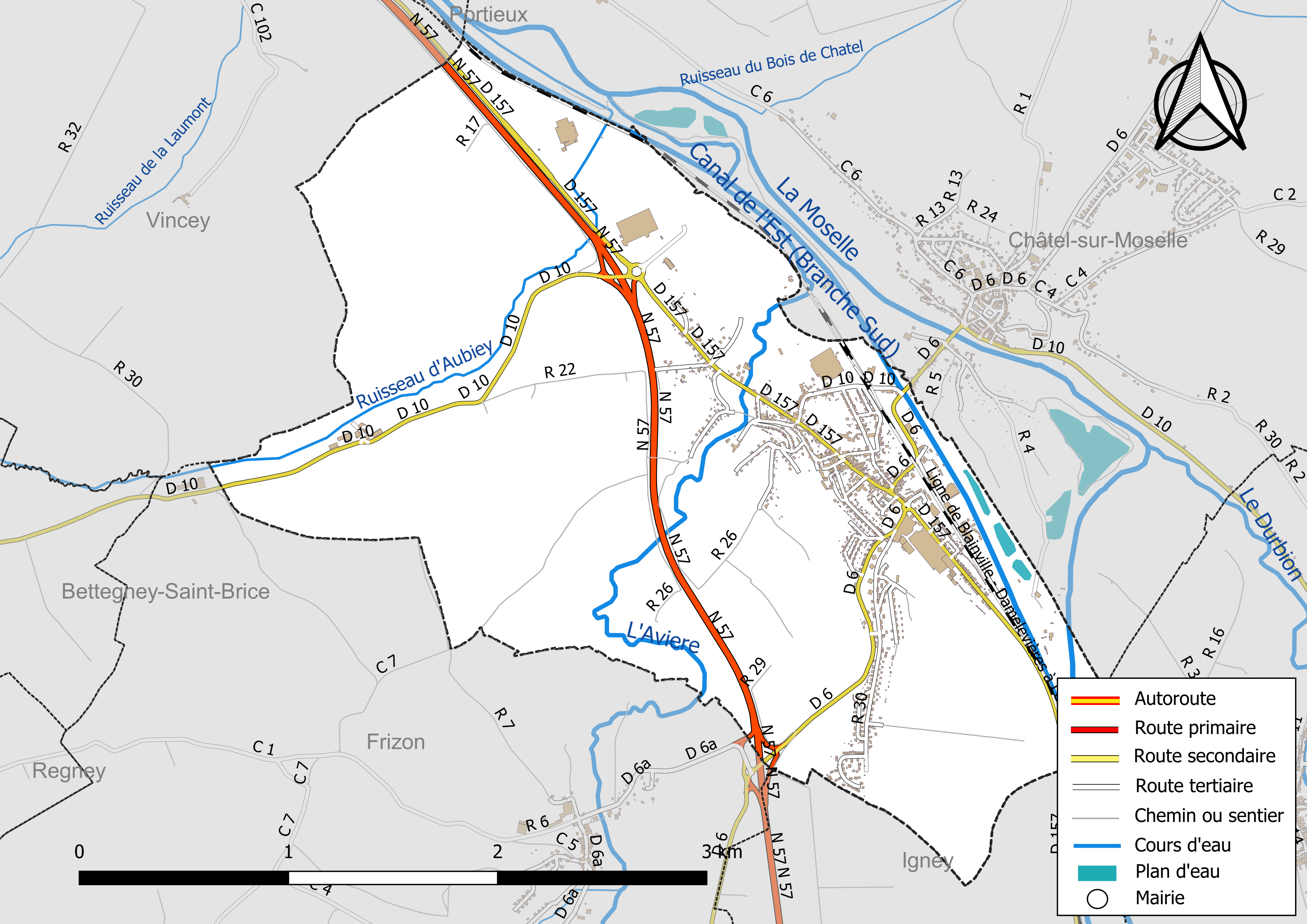
Réseaux hydrographique et routier de Nomexy.

La qualité des eaux de baignade et des cours d’eau peut être consultée sur un site dédié géré par les agences de l’eau et l’Agence française pour la biodiversité.

### Climat
Pour des articles plus généraux, voir Climat du Grand Est et Climat des Vosges.
En 2010, le climat de la commune est de type climat de montagne, selon une étude du Centre national de la recherche scientifique s'appuyant sur une série de données couvrant la période 1971-2000. En 2020, Météo-France publie une typologie des climats de la France métropolitaine dans laquelle la commune est exposée à un climat semi-continental et est dans la région climatique  Lorraine, plateau de Langres, Morvan, caractérisée par un hiver rude (1,5 °C), des vents modérés et des brouillards fréquents en automne et hiver. 
Pour la période 1971-2000, la température annuelle moyenne est de 9,6 °C, avec une amplitude thermique annuelle de 17 °C. Le cumul annuel moyen de précipitations est de 998 mm, avec 12,5 jours de précipitations en janvier et 10 jours en juillet. Pour la période 1991-2020, la température moyenne annuelle observée sur la station météorologique de Météo-France la plus proche, « Épinal », sur la commune de Dogneville à 11 km à vol d'oiseau, est de 10,3 °C et le cumul annuel moyen de précipitations est de 907,0 mm. 
La température maximale relevée sur cette station est de 39,3 °C, atteinte le 25 juillet 2019 ; la température minimale est de −18,9 °C, atteinte le 12 janvier 1987,,. 
Les paramètres climatiques de la commune ont été estimés pour le milieu du siècle (2041-2070) selon différents scénarios d'émission de gaz à effet de serre à partir des nouvelles projections climatiques de référence DRIAS-2020. Ils sont consultables sur un site dédié publié par Météo-France en novembre 2022.

## Urbanisme

### Typologie
Au 1er janvier 2024, Nomexy est catégorisée bourg rural, selon la nouvelle grille communale de densité à sept niveaux définie par l'Insee en 2022.
Elle appartient à l'unité urbaine de Nomexy, une agglomération intra-départementale regroupant deux  communes, dont elle est ville-centre,,. Par ailleurs la commune fait partie de l'aire d'attraction d'Épinal, dont elle est une commune de la couronne,. Cette aire, qui regroupe 118 communes, est catégorisée dans les aires de 50 000 à moins de 200 000 habitants,.

### Occupation des sols
L'occupation des sols de la commune, telle qu'elle ressort de la base de données européenne d’occupation biophysique des sols Corine Land Cover (CLC), est marquée par l'importance des territoires agricoles (38,8 % en 2018), en diminution par rapport à 1990 (46,2 %). La répartition détaillée en 2018 est la suivante : 
forêts (34 %), prairies (31,7 %), zones industrielles ou commerciales et réseaux de communication (13,2 %), zones urbanisées (10,8 %), terres arables (7 %), mines, décharges et chantiers (3,1 %), zones agricoles hétérogènes (0,1 %), eaux continentales (0,1 %). L'évolution de l’occupation des sols de la commune et de ses infrastructures peut être observée sur les différentes représentations cartographiques du territoire : la carte de Cassini (XVIIIe siècle), la carte d'état-major (1820-1866) et les cartes ou photos aériennes de l'IGN pour la période actuelle (1950 à aujourd'hui).

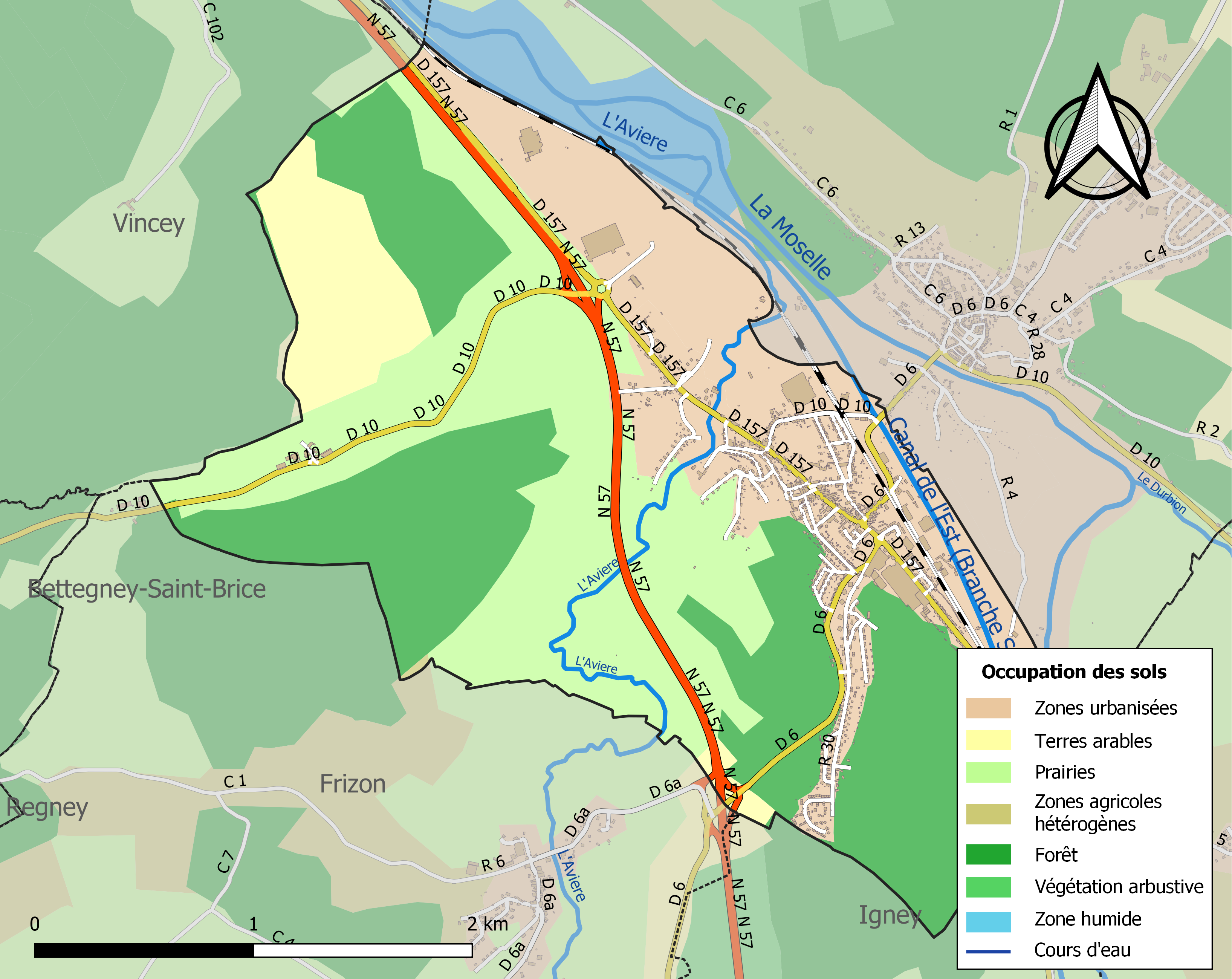
Carte des infrastructures et de l'occupation des sols de la commune en 2018 (CLC).

## Toponymie
La toponymie historique atteste l'existence médiévale de Nomexy. Bancelinus de Nomberceis est un personnage cité en 1186. Les toponymes de village, Nombrexey en 1333 et Numbexey en 1381 sont cités dans les possessions de la seigneurie des Neufchâtel. Cette dernière maison, contrôlant cette partie locale de la vallée de Moselle depuis sa place forte et sa ville capitale de Châtel, revendique d'ailleurs une indépendance effective vis-à-vis du duché de Lorraine, en se plaçant sous l'autorité de la maison capétienne de l'apanage de Bourgogne. La défaite et la mort de leur protecteur Charles le Téméraire à la bataille de Nancy, ainsi que la ralliement de la puissante ville libre d'Épinal au duché de Lorraine à la fin du XVe siècle sonne le glas des prétentions de cette belle dynastie seigneuriale.
L'évolution du toponyme lorrain se poursuit du XVe siècle au début du XVIIe siècle, avec des formes d'écriture proches ou similaires phonétiquement, Nomexey en 1594 et Nomexy en 1613.
En suivant la logique de la tradition paysanne, la racine principale des toponymes Nomberceis, Aubiers (lieu-dit) ou simplement de l'hydronyme Aubiey fait référence au "lit de rivière", qui se nomme en ancien français bers, biers, ber, biet, biez ou simplement de manière ambiguë bief. Si ce lit ripuaire est qualifié de haut, il peut être percé de canaux ou de biefs sommaires pour dériver un écoulement depuis une prise d'eau en amont, par exemple pour un moulin ou un battant. Si le lit considéré est suffisamment profond ou fait office de gouttière principale ou de vallée centrale recueillant les autres eaux préalablement dérivées, il peut être qualifié de navigable ou "naucum" en latin populaire, ce qui permet de proposer deux formes hypothétiques, naucum/berceis pour le chenal collecteur principal de ce réseau hydraulique  et naucum/berceis/acum pour désigner le domaine gallo-romain qui est devenu plus tard Nomexy. L'aménagement hydraulique de ce secteur de confluence, apparemment aussi portuaire, est complexe depuis l'Antiquité, son origine lointaine est gauloise, probablement avant la période finale de La Tène.

## Histoire
Le moulin de Nomexy voit le jour au XIIIe siècle sous l'action des Moines du Prieuré d'Aubiey,.
La forme actuelle Nommexy, puis Nomexy, est apparue à la fin du XVIIe siècle.
La deuxième guerre mondiale. La borne se trouve à l’entrée sud-est de la commune, en bordure de la D 6, au pied du pont qui fait la jonction entre Châtel-sur-Moselle et Nomexy : Châtel-Nomexy le 22 septembre 1944.
Ex.Boussac : Plan social et annonce des postes supprimés en janvier 2003.

## Politique et administration

### Liste des maires
| Période                                  | Période                         | Identité                      | Étiquette       | Qualité |
| ---------------------------------------- | ------------------------------- | ----------------------------- | --------------- | --- |
| Les données manquantes sont à compléter. |                                 |                               |                 | |
| mars 1965                                | mars 1983                       | Jean Morosi (1919-1994)       |                 | Assureur Suppléant du député Philippe Séguin (1978 → 1981) |
| mars 1983                                | ?                               | Michel Lemercier              |                 | |
| ca. 1999                                 | mars 2001                       | Dominique Marchal (1943-2017) |                 | Directeur d'école |
| mars 2001                                | mars 2014                       | Colette Marchal               | DVD puis NC-UDI | Infirmière libérale retraitée Conseillère générale de Châtel-sur-Moselle (2008 → 2015) Suppléante du député Michel Heinrich (2002 → 2017) Chevalier de l'Ordre national du Mérite |
| mars 2014                                | mars 2020                       | Raymond Habrant (1948- )      | SE              | Retraité |
| mai 2020                                 | En cours (au 22 septembre 2020) | Martine Boulliat (1963- )     | DVD             | Directrice financière, ancienne adjointe Conseillère départementale de Charmes (2015 → )                                                                                          |

### Budget et fiscalité 2022

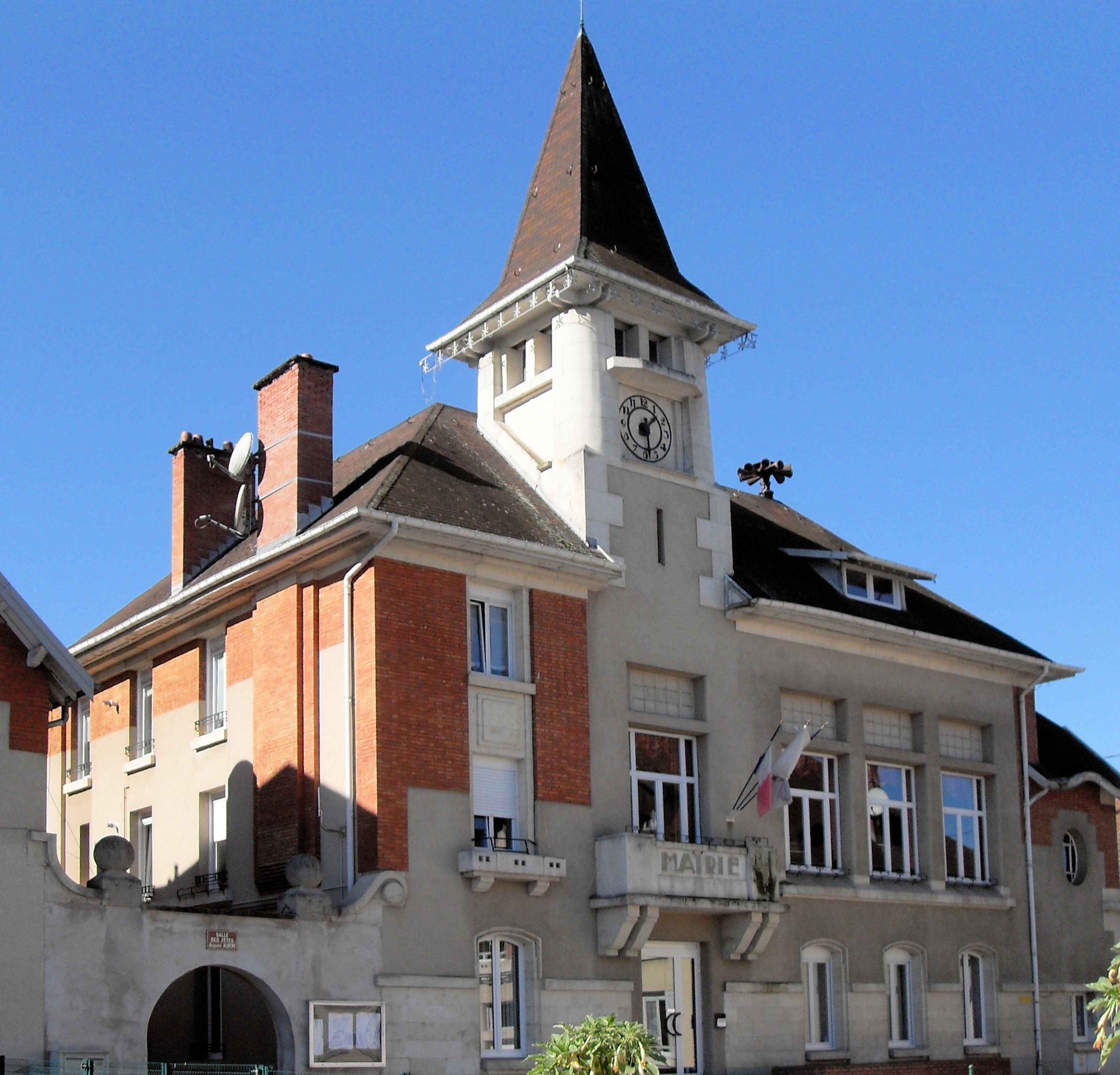
La mairie de Nomexy.

En 2022, le budget de la commune était constitué ainsi :
- total des produits de fonctionnement : 1 783 000 €, soit 880 € par habitant ;
- total des charges de fonctionnement : 1 462 000 €, soit 721 € par habitant ;
- total des ressources d'investissement : 1 062 000 €, soit 524 € par habitant ;
- total des emplois d'investissement : 963 000 €, soit 475 € par habitant ;
- endettement : 1 779 000 €, soit 878 € par habitant.

Avec les taux de fiscalité suivants :
- taxe d'habitation : 11,48 % ;
- taxe foncière sur les propriétés bâties : 44,90 % ;
- taxe foncière sur les propriétés non bâties : 22,69 % ;
- taxe additionnelle à la taxe foncière sur les propriétés non bâties : 0,00 % ;
- cotisation foncière des entreprises : 0,00 %.

Chiffres clés Revenus et pauvreté des ménages en 2021 : médiane en 2021 du revenu disponible, par unité de consommation : 20 490 €.

## Population et société

### Démographie

#### Évolution démographique
L'évolution du nombre d'habitants est connue à travers les recensements de la population effectués dans la commune depuis 1793. Pour les communes de moins de 10 000 habitants, une enquête de recensement portant sur toute la population est réalisée tous les cinq ans, les populations de référence des années intermédiaires étant quant à elles estimées par interpolation ou extrapolation. Pour la commune, le premier recensement exhaustif entrant dans le cadre du nouveau dispositif a été réalisé en 2005.

En 2022, la commune comptait 1 927 habitants, en évolution de −8,63 % par rapport à 2016 (Vosges : −2,96 %, France hors Mayotte : +2,11 %).
| 1793 | 1800 | 1806 | 1821 | 1831 | 1836 | 1841 | 1846 | 1856 |
| ---- | ---- | ---- | ---- | ---- | ---- | ---- | ---- | ---- |
| 398  | 444  | 487  | 512  | 577  | 586  | 574  | 579  | 581  |

| 1861 | 1866 | 1876 | 1881 | 1886 | 1891  | 1896  | 1901  | 1906  |
| ---- | ---- | ---- | ---- | ---- | ----- | ----- | ----- | ----- |
| 584  | 620  | 620  | 747  | 939  | 1 114 | 1 508 | 1 762 | 2 105 |

| 1911  | 1921  | 1926  | 1931  | 1936  | 1946  | 1954  | 1962  | 1968  |
| ----- | ----- | ----- | ----- | ----- | ----- | ----- | ----- | ----- |
| 2 195 | 2 190 | 2 200 | 2 395 | 2 454 | 2 640 | 2 907 | 3 001 | 2 772 |

| 1975  | 1982  | 1990  | 1999  | 2005  | 2006  | 2010  | 2015  | 2020  |
| ----- | ----- | ----- | ----- | ----- | ----- | ----- | ----- | ----- |
| 2 748 | 2 682 | 2 242 | 2 283 | 2 193 | 2 135 | 2 220 | 2 128 | 1 955 |

| 2022  | - | - | - | - | - | - | - | - |
| ----- | - | - | - | - | - | - | - | - |
| 1 927 | - | - | - | - | - | - | - | - |

### Sports
La commune compte un club de football, l'AS Nomexy-Vincey-Moriville issu de la fusion entre les clubs AS Nomexy-Vincey et AS Rehaincourt-Moriville en 2023, qui évolue en division d'honneur et joue au stade du 13e-Bataillon. Le club est double vainqueur de la coupe des Vosges en 2013 et 2014.
Dans la commune nomexéenne se pratique également la pétanque.

### Enseignement
Établissements d'enseignements :
- Écoles maternelles et primaires à Nomexy, Châtel-sur-Moselle, Vaxoncourt, Igney, Vincey, Vaxoncourt.
- Collèges à Châtel-sur-Moselle, Thaon-les-Vosges, Charmes, Golbey, Dompaire.
- Lycées à Thaon-les-Vosges, Épinal.

### Santé
Professionnels et établissements de santé :
- Médecins à Nomexy, Châtel-sur-Moselle, Vincey, Girmont, Thaon-les-Vosges, Chavelot.
- Pharmacies à Nomexy, Châtel-sur-Moselle, Vincey, Portieux, Thaon-les-Vosges, Charmes.
- L'hôpital le plus proche est le centre hospitalier Émile-Durkheim situé dans la ville voisine d'Épinal.

### Cultes
- Culte catholique, Paroisse Saint-Laurent-des-Trois-Rivières[39], Diocèse de Saint-Dié.

## Économie

### Entreprises et commerces

#### Agriculture
- Culture et élevage associés.
- Sylviculture et autres activités forestières.
- Aquaculture en eau douce.

#### Tourisme
- Hébergements et restauration à Vincey, Épinal, Rugney.

#### Commerces
- Commerces et services de proximité.

## Culture locale et patrimoine

### Lieux et monuments

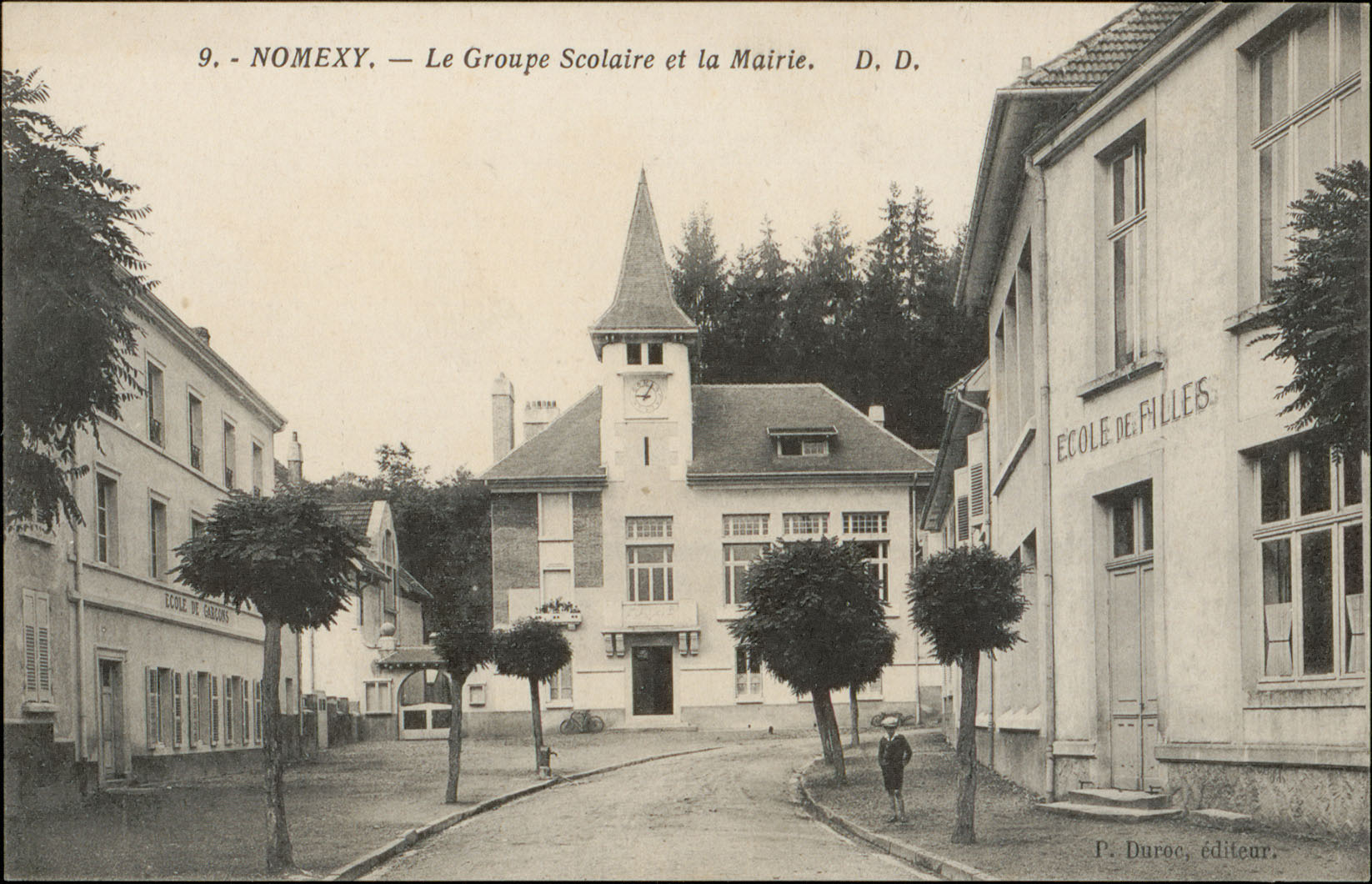
Carte postale ancienne représentant le groupe scolaire et la mairie de Nomexy, entre 1880 et 1945.
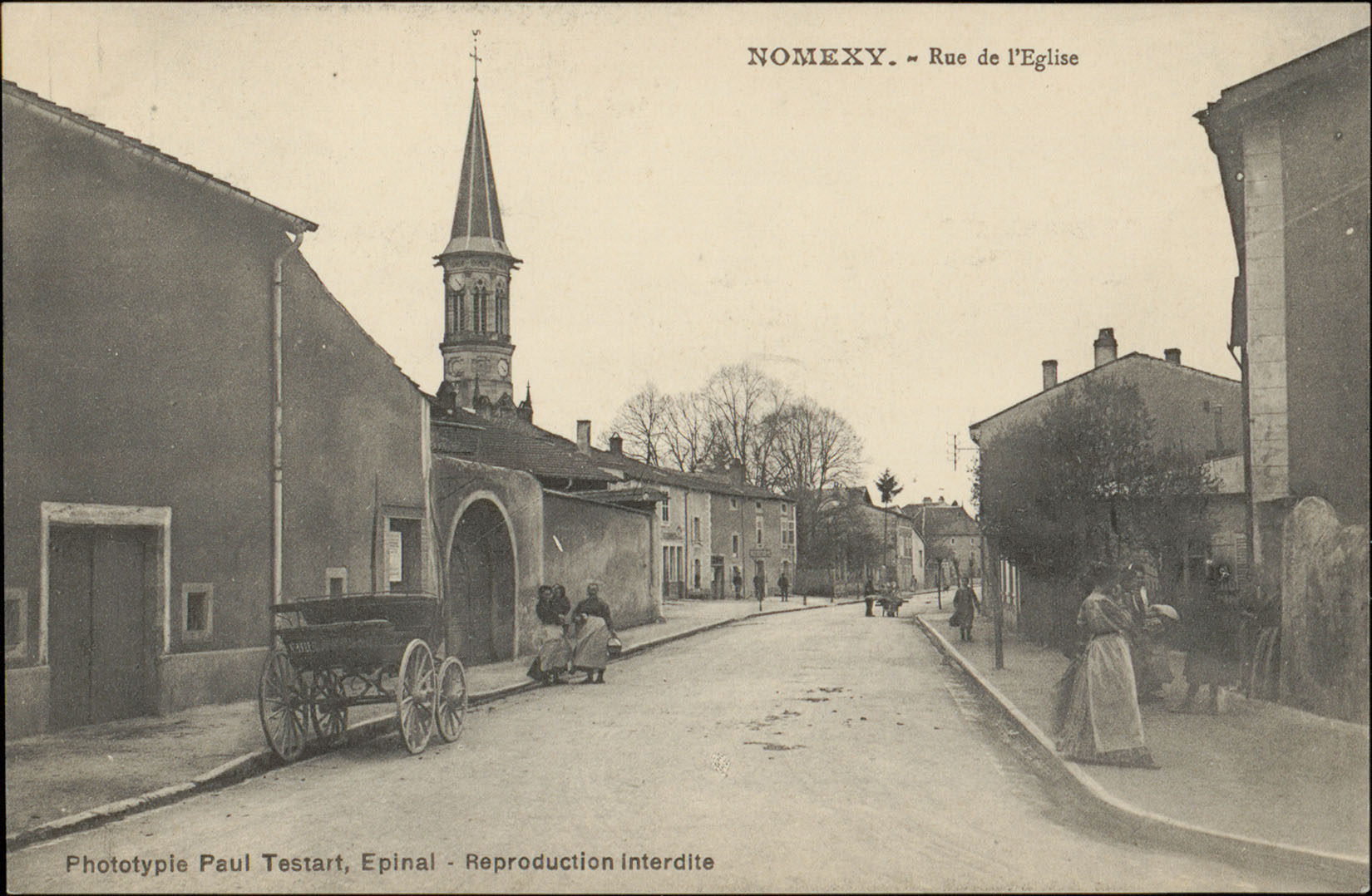
Carte postale représentant la rue de l'Eglise à Nomexy entre 1880 et 1945.
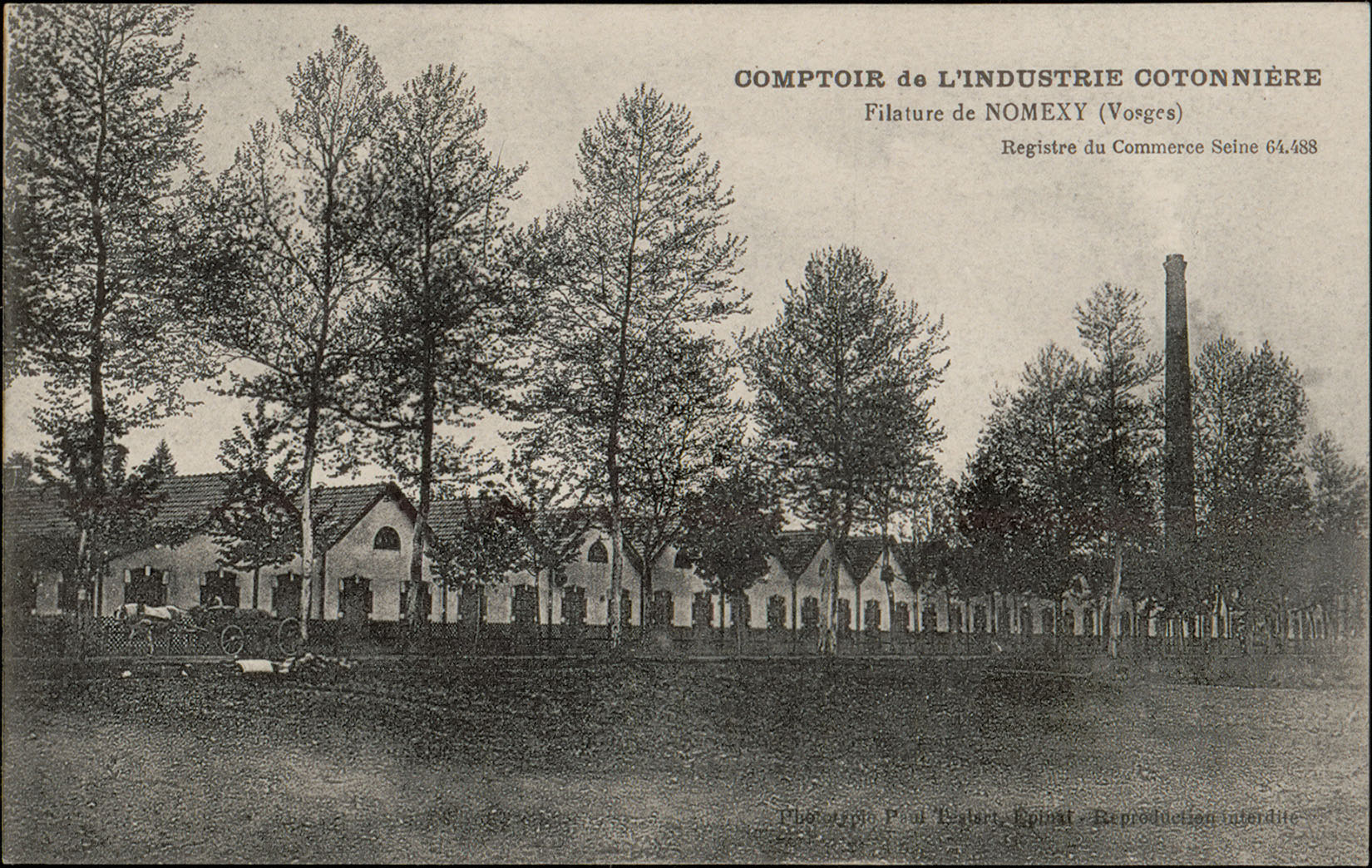
Carte postale Paul Testart, représentant la filature (le comptoir de l'industrie cotonnière) de Nomexy entre 1880 et 1945.

Patrimoine religieux :
- Église Saints-Calixte-et-Julien[40],

Statue : Sainte Marguerite.
Statue : Sainte Catherine.
Statue : Sainte Barbe
et son orgue,,.
- Prieuré d'Aubiey fondé vers 1120-1140 (annexe de l'abbaye d'Hérival, au Val d'Ajol).
- La chapelle du cimetière de la commune avec ses peintures murales représentant la Première Guerre mondiale en Alsace[47],[48].

Patrimoine civil :
- Restes d'un habitat occupé depuis l'époque de La Tène jusqu'à l'époque gallo-romaine[49],[50].
- Moulin à eau, déjà cité en 1263. L'entreprise est devenue une minoterie moderne, toujours en activité[51],[52].
- Ancienne centrale électrique des filatures et tissages de Nomexy dites usines Boussac. Labellisée Architecture contemporaine remarquable[53],[54],[55].

Crèche.
- Mairie et école[57].

Patrimoine naturel :
- Le "gros chêne" de la rue de Jalémont[58],[59].

### Personnalités liées à la commune
- Le musicologue Philippe Olivier est né à Nomexy le 22 septembre 1952.
- Bien que née à Épinal, la nageuse Aurore Mongel est originaire de Nomexy.
- Philibert Joseph Blaise Bernard, peintre[60].
- L'abbé Jean Joseph Petitpoisson (1792-1876), chanoine à la Collégiale de Bonsecours à Nancy (1860), auteur du Trésor des Ménages (1859).
- L'abbé Augustin-Constant Olivier (1812-1912), érudit local, membre de la Société d'archéologie lorraine et de la Société d'émulation du département des Vosges dont il en deviendra bibliothécaire-archiviste en 1909. Auteur de différents ouvrages et articles, notamment sur Nomexy[61].

### Héraldique, logotype et devise
| Blason | Blasonnement : Tiercé en pal : au premier d'or à la bande de gueules chargée de trois alérions d'argent qui est de Lorraine, au deuxième burelé d'argent et de sable de dix pièces, au troisième de gueules à la bande d'argent. Commentaires : Il s’agit des blasons des seigneurs successifs de Nomexy : le duc de Lorraine, le comte de Vaudémont et le comte de Neufchâtel. |